# فيفش فينكل
فيفش فينكل (بالإنجليزية: Fyvush Finkel)‏ (9 أكتوبر 1922 في بروكلين - 14 أغسطس 2016)، ممثل أمريكي بدأ مسيرته الفنية عام 1931. كما أنه من الفائزين بجائزة إيمي.

## الأعمال
- رجل جاد
- طبعة مبكرة
- راجراتس
- عائلة سيمبسون
- بوسطن العامة
- معجب عجيب

## وصلات خارجية
- فيفش فينكل على موقع IMDb (الإنجليزية)
- فيفش فينكل على موقع ألو سيني (الفرنسية)
- فيفش فينكل على موقع ميوزك برينز (الإنجليزية)
- فيفش فينكل على موقع أول موفي (الإنجليزية)
- فيفش فينكل على موقع قاعدة بيانات برودواي على الإنترنت (الإنجليزية)
- فيفش فينكل على موقع قاعدة بيانات الأفلام السويدية (السويدية)
- فيفش فينكل على موقع إن إن دي بي (الإنجليزية)
- فيفش فينكل على موقع قاعدة بيانات الفيلم (الإنجليزية)
- فيفش فينكل على موقع كينوبويسك (الروسية)